# Kummersdorf-Gut
Kummersdorf-Gut (före 1945 Kummersdorf-Schießplatz) är en ort och kommundel (tyska: Ortsteil) i Tyskland, belägen omkring 25 km söder om Berlin, tillhörande kommunen Am Mellensee i delstaten Brandenburg. Orten hade 387 invånare år 2006. Vid godset i orten fanns fram till 1945 den tyska arméns vapenbyrå Heereswaffenamt. Heereswaffenamt hade här ett utvecklingscentrum och ett övningsfält för artilleri.

## Historia
1932 skapades en forskningsgrupp i Kummersdorf under ledning av Walter Dornberger som utvecklade raketer av typerna A1, A3 och A4. Chef för utvecklingen av raketer var Wernher von Braun. När Kummersdorf blev för litet för forskningen flyttade man 1936-1937 till Peenemünde på Usedom där man utvecklade A4-aggregaten, mer känd under namnet V-2. 

## Kultur och sevärdheter
Orten har ett museum, Historisch-Technisches Museum – Versuchsstelle Kummersdorf, som behandlar ortens historia som försöksanläggning.